# Больячино, Мариано
Мариано Адриан Больячино Эрнандес (исп. Mariano Adriàn Bogliacino Hernàndez; 2 июня 1980, Колония-дель-Сакраменто) — уругвайский футболист, центральный полузащитник. Имеет паспорт гражданина Италии. Игрок клуба «Пласа Колония».

## Карьера
Мариано Больячино — воспитанник клуба «Пласа Колония», затем играл за молодёжный состав клуба «Вилья Эспаньола». Потом вернулся в «Колонию», где дебютировал в основном составе в 2002 году. В 2003 году Больячино перешёл, на правах аренды, в «Пеньяроль», но летом того же года был арендован испанским «Лас-Пальмасом». В 2004 году Больячино перешёл в итальянский клуб «Самбенедеттезе», которому помог выйти в плей-офф Серии С1, где его команда проиграла «Наполи».
После матчей плей-офф, в котором он забил в ворота «Наполи», неаполитанский клуб принял решение выкупить трансфер полузащитника, заплатив 600 тыс. евро. В дебютной сезоне в составе «азурри» Больячино помог клубу занять второе место в серии В и выйти в Серию А. По окончании сезона Больяино продлил контракт с клубом до 2012 года. В сезоне 2008/09 Больячино дебютировал в Еврокубках, в розыгрыше Кубка Интертото. 26 июля 2008 года, в матче Кубка Интертото с «Панионисом», Больячино получил тяжёлую травму — перелом пятой плюсневой кости левой ноги, из-за чего не тренировался на протяжении 3 месяцев. Зимой 2009 года футболист имел возможность перейти в «Панатинаикос» и «Торино», но остался в клубе. 22 марта 2009 года Больячино, в матче с «Миланом», побил рекорд по количеству матчей за клуб во время президентства в «Наполи» Де Лаурентиса. В сезоне 2009/10 Больячино провёл за клуб 20 матчей, забив 2 гола. В том же году футболистом интересовались «Лацио», «Кьево», «Ливорно» и «Парма», однако сделки по переходу не состоялись. 22 июля 2010 года перешёл на правах аренды в «Кьево».
В августе 2011 года перешёл в «Бари».

## Достижения
- Вице-чемпион Уругвая (1): 2015/16

## Личная жизнь
Больяино женат. Супругу зовут Флоренсия. У них двое детей — Селеста и Франческо.